# Branislav Lukić
Branislav Lukić Luka (Tuzla, 31. ožujka 1970.) multimedijski umjetnik iz BiH.

## Životopis
Rođen je u Tuzli 1970. Slikarski obrt učio kod sarajevskih slikara Mirsad Džombića i Vladimira Vojnovića, druženje i rad s njima čini veliku prekretnicu u njegovom slikarstvu i kreativnom (umjetničkom) životu.
Na Fakultetu lijepih umjetnosti Nezavisnog sveučilišta Banja Luka diplomirao slikarstvo u klasi profesorice Jelene Rubil.
Kao slikar do sada je imao  30 samostalnih, i više od 100 kolektivnih izložbi u zemlji i inozemstvu. 
Poezija mu je objavljivana u časopisima i mnogim zajedničkim zbirkam kao što su; Dunavski Dragulji, More na dlanu, Tebi pjesma za Valentinovo, Garavi sokak. Poezija mu je prevedena na engleski, ruski, poljski, slovenski i arapski jezik.
Njegova je poezija toliko originalna, individualna, autobiografska, brutalna, duhovita, sirova, gola ali s toliko ukusa da kad govri vulgarnim jezikom to nije vulgarno, poezija je razumljiva svima, poezija za sve ljude. Kolege i publika koja ga je imala prilike poslušati kažu da je slavenskobalkanski Bukowski. Pjesme koje se rado čitaju su: “U zagrljaju Šiđanke”, “Teatar demokratije”, “Plivanje u lavi”, “Ti si kao svila”, “Za tvoje koljeno”, “Ko nije s nama on je protiv nas”, “Plastično cvijeće stavljeno u vodu”, “Ne okreći se sine”, “Jadikovka Arifa Hodžića iz Gornje Dubrave”, “Pismo ocu”, “Drkanje cuki noge”... Teško ga je klasificirati u postojeće poetske skupine.
Sudionik mnogih međunarodnih umjetničkih kolonija, festivala, književnih i poezijskih okupljanja u zemlji i inozemstvu. Kao fotograf radio je i radi s nakladničkim kućama, tiskarama i medijima. 
Dizajnirao i uredio mnoge knjige, samo neke navodimo : "Čovjek sa sjajem Une u očima – Amarildo Mulić" (Dinka Redžić), 
“Da sam rijeka” i “Čekajući dogledno vrijeme” (Nihad Mešić River), “Vrijeme hrabrih” (Amar Velagić), "Dječak iz pakla Srebrenice" i “Moj san o babi” (Mehmedalija Bektić), “Razvoj kreativnosti i prevencija poremećaja u ponašanju (djece predškolskog uzrasta)” (Doris Stevanović i Lejla Kuralić Ćišić), “Stavovi bosanskohercegovačkih građana o poznavanju aktivnosti BiH dijaspore u svijetu i u samoj BiH” (Dinka Redžić), "U dobru i u zlu sa našom sudbinom multipla skleroza - naša realnost" (Vahida Hajdarbegović), "Forenzički inženjering i upravljanje rizicima" knjiga I - Osnove forenzičkog inženjeringa (Edin Delić i Admir Softić), "Forenzički inženjering i upravljanje rizicima" knjiga II - Vođenje istražnih postupaka (Edin Delić i Edisa Nukić),"Osnovi računarstva" (Nermin Sarajlić i Amira Šerifović-Trbalić), "Kako je mali hrčak tražio sreću" (Mevlida Iljazagić), "Mali zmaj" (Neven Dužević), "Kad su ruže posljednji put cvjetale" (Balkan Isa), "Moć sudbine" (Belma Malagić), "Cesta za nigdje" (Minela Moranjkić Ćosić), “Iskra u pepelu” (Ađelka Spasojević)...
Ostavio je svoje kreativne, dizajnerske, umjetničke i fotografske tragove na mnogim glazbenim albumima. Samo neke od njih ćemo nabrojati: "Dert" Vanja Muhović i Divanhana (Sony DADC, Austria 2011.), "Veselje ti navješćujem" Laudantes-zbor mladih Šibenske biskupije (Gradska knjižnica "Juraj Šižgorić" Šibenik 2008.), "Tuzlanska glazbena scena " Urednik Dragutin Matošević (multimedijski CD - Barikada 2005.),  "Nije pošteno " Mr. Marc'o  (DAMMIC - 2010.),  "Kolivka od soli" Darko Kalogjera (Croatia Records 2009.), "Opet se živi" Do posljednjeg daha (Croatia Records 2006.), "Pljuni na svoj isprani mozak" Alarm  (Naraton 1998 .),  "Bliskost"  Alarm  (Naraton 1999.), "Ramayana" Jasmin Mag i Alarm (MP JS RTV BiH 2003.), "Civilizacija pod maskama" Jasmin Mag (multimedijski CD - Lucido 2005.) ...
Bio je član Alarma iz Tuzle. S Nevenom Tunjićem je osnivač benda DJ Luka Frank. Jedan je od osnivača internetskog portala i tjednika Lukavac Danas, osnivač je dizajnerskog studija "LuDe art studio-galerija" i Tiskara “INDA” d.o.o Lukavac… Utemeljitelj i incijator Grupe Lucido, jedan je od utemeljitelja ULUTK (Udruženje Likovnih umjetnika Tuzlanskog kantona). David Kulišić i Branislav Lukić Luka su utemeljitelji SEF Society (SEF Akademija) i Society of Traditional Japanese Culture "Aikikai" in Bosnia and Herzegovina. Jedan od utemeljitelja Judo kluba Gard Lukavac. Član je mnogih umjetničkih udruga u zemlji i inozemstvu. Za njegovo umjetničko djelo nagrađen je području slikanja, fotografije i poezije. Trenutno živi i radi na prostoru Balkana.

## Autor je multimedijskih projekata
- Homesicness – (Čežnja za domom) – siječanja 1994. – 1997. ciklus multimedijskih projekata
- Vrijeme lovaca – svibanja 1998.
- Odbaci diktiranu predstavu svijeta – listopada 1998.
- Visoka nadanja u krizi identiteta – travanja 1999.
- Generacije – srpanja 2000.
- Civilizacija pod maskama – lipanja 2006. (zajednički projekat Jasmina Maga i Branislava Lukića Luke).
- Portret bosanskog behara – 2007. – (projekat još u tijeku, ostvaruje se kroz umjetničke predstave, izložbe, ciklus knjiga poezije i fotografija modela iz Bosne i Hercegovine).
- Vrisak kroz svilenu paučinu – 2009. (zajednički projekat Branislava Lukića Luke, Denisa Dugonjića i Jasmina Mujanovića Maga).
- Mozaik jutra i noći – 2011. (zajednički projekat Branislava Lukića Luke i Denisa Dugonjića).
- Nestajanje – započet ožujka 2019.

## Objavljene knjige
- Još jedan smiješan vijek – poezija (zajednički projekt Jasmina Maga, Damira Nezirovića i Branislava Lukića Luke) – Dom mladih Tuzla, 1999.
- Sikter gomilo – poezija, Dom mladih Tuzla, 2001.
- Drkanje cuki noge – poezija, Lucido, alternative underground Balkan, 2004.
- Vrisak kroz svilenu paučinu – (zbirka poezije 9 autora s Balkana) – INDA d.o.o. Lukavac, 2009.
- Portret bosanskog behara – (ciklus knjiga poezije i fotografija modela iz Bosne i Hercegovine) – INDA d.o.o. Lukavac, prva knjiga ciklusa objavljena 2009.
- Pismo.docx – (Ana Jovanovska i Branislav Lukić Luka) – Antalog Skoplje, 2020.

## Vanjske poveznice
- Branislav Lukić Luka
- Branislav Lukić na portalu USEUM  Arhivirana inačica izvorne stranice od 23. ožujka 2018. (Wayback Machine)
- National Geographic
- Branislav Lukić Luka na portalu 合気会セルビア
- Society of Traditional Japanese Culture "Aikikai" in Bosnia and Herzegovina  Arhivirana inačica izvorne stranice od 10. siječnja 2019. (Wayback Machine).
- Knjiga 'Pismo.docx' na stranicama izdavača Antolog Skopje